# Acuerdo Fundamental entre la Santa Sede y el Estado de Israel
El Acuerdo Fundamental entre la Santa Sede y el Estado de Israel o Acuerdo Fundamental es un tratado o concordato entre la Santa Sede y el Estado de Israel, firmado el 30 de diciembre de 1993. El Acuerdo trata sobre los derechos de propiedad y las exenciones fiscales de la Iglesia católica en el territorio israelí. No resolvió todas las cuestiones, y las partes siguen reuniéndose para intentar resolver las cuestiones pendientes.
El Acuerdo Fundamental se complementa con un Protocolo Adicional firmado en la misma fecha, que detalla las disposiciones relativas al establecimiento de relaciones diplomáticas normales entre la Santa Sede e Israel.
El Acuerdo y su Protocolo Adicional fueron ratificados por el Estado de Israel el 20 de febrero de 1994, y en la misma fecha se notificó dicha ratificación a la Santa Sede. La Santa Sede, por su parte, ratificó el Acuerdo y su Protocolo el 7 de marzo de 1994, y el Estado de Israel fue notificado de dicha ratificación el 10 de marzo de 1994. También en esa fecha, tras completarse el intercambio de notificaciones diplomáticas relativas a la ratificación del tratado, este entró en vigor en el derecho internacional. Sin embargo, la Knesset israelí no ha aprobado la legislación necesaria para ratificar el tratado en la legislación nacional de Israel.
Como resultado del Acuerdo, en 1994 se establecieron las relaciones diplomáticas entre la Santa Sede e Israel, con el nombramiento por parte de la Santa Sede de un nuncio apostólico en Israel y el nombramiento por parte de Israel de un embajador en el Vaticano. Zion Evrony fue embajador de Israel en el Vaticano desde el 30 de septiembre de 2012 hasta 2016. Le sucedió Oren David.

## Relaciones diplomáticas
Las relaciones diplomáticas entre la Santa Sede e Israel se establecieron el 19 de enero de 1994. Todavía hay una serie de cuestiones pendientes entre ambos Estados que son objeto de negociación.

## Acuerdo sobre la personalidad jurídica
El 10 de noviembre de 1997, el Vaticano e Israel firmaron un «Acuerdo sobre la personalidad jurídica» (también denominado «Acuerdo sobre la personalidad jurídica de la Iglesia») de conformidad con el artículo 3, apartado 3, del Acuerdo Fundamental, que establece lo siguiente:

En lo que respecta a la personalidad jurídica católica en el derecho canónico, la Santa Sede y el Estado de Israel negociarán su plena aplicación en la legislación israelí, tras un informe de una subcomisión conjunta de expertos.

En virtud de esta disposición, Israel acordó «garantizar la plena vigencia en la legislación israelí de la personalidad jurídica de la Iglesia Católica» y de todas las instituciones católicas que operan en Israel. El acuerdo reconoce la personalidad jurídica, en lugar de la anterior condición «de facto», de las entidades católicas constituidas según el derecho canónico católico, sin tener que constituirse como personas jurídicas de derecho israelí.
Las entidades cubiertas por el Acuerdo son:
- La propia Iglesia católica;
- Patriarcados católicos orientales: Iglesia greco-melquita católica, católica siria, maronita, caldea, católica armenia;
- Patriarcado Latino de Jerusalén, es decir, la Diócesis Patriarcal Latina de Jerusalén;
- las actuales Diócesis de los Patriarcados católicos orientales;
- las nuevas diócesis, situadas íntegramente en Israel, católicas orientales o latinas, que puedan existir en cada momento;
- la «Asamblea de Ordinarios Católicos de Tierra Santa»;
- la Custodia de Tierra Santa;
- Institutos Pontificios de Vida Consagrada de los tipos que existen en la Iglesia Católica, y aquellas de sus provincias o casas que el instituto correspondiente pueda certificar;
- otras entidades oficiales de la Iglesia Católica.

El acuerdo aún no ha sido ratificado por la Knesset.

## Cuestiones pendientes

### Impuestos eclesiásticos
Los impuestos que Israel grava sobre los bienes e ingresos de la Iglesia en Israel siguen siendo un problema para el Vaticano.

### Visados para el personal eclesiástico
El cambio en las normas de Israel relativas a la concesión, anteriormente fácil, de visados al personal eclesiástico es un problema para el Vaticano.

### Propiedades de la Iglesia
La situación de las propiedades y comunidades eclesiásticas en virtud de la legislación nacional israelí sigue sin resolverse. Cuando la región formaba parte del Imperio otomano y, más tarde, bajo el Mandato británico sobre Palestina, las propiedades de la Iglesia gozaban de un estatus jurídico y fiscal especial. Su estatus quedó sin definir con la creación del Estado de Israel. Las propiedades de la Iglesia siguen siendo un problema para el Vaticano, ya que la Iglesia católica posee numerosos bienes inmuebles en Israel.
En un documento sobre los primeros cinco años del acuerdo, el Rabino David Rosen, director del Departamento de Asuntos Interreligiosos del Comité Judío Americano, afirmó que normalizar la situación jurídica del personal y las instituciones eclesiásticas es una cuestión compleja. Rosen escribió:

La Santa Sede hubiera deseado ser considerada como una entidad extraterritorial, disfrutando de los mismos privilegios concedidos a las delegaciones extranjeras y sus propiedades. No había forma de que Israel concediera tal estatus, especialmente a una comunidad compuesta en su gran mayoría por ciudadanos israelíes. Además, aparte del principio, haberlo hecho para la comunidad católica sin hacerlo para otras confesiones cristianas habría planteado dificultades sustanciales para Israel.

## Comisión de Trabajo Israel-Vaticano
La Comisión de Trabajo Israel-Vaticano se reunió en Jerusalén el 30 de abril de 2009 con el fin de resolver cuestiones económicas con vistas a la entonces próxima visita de Benedicto XVI a Oriente Medio. La Comisión no logró alcanzar un acuerdo y se reunió de nuevo en el Vaticano el 10 de diciembre de 2009.
El 20 de mayo de 2010 se celebró una nueva reunión; Según se informó, se discutió la posibilidad de un acuerdo global entre Israel y el Vaticano. Tras otra reunión, celebrada el 21 de septiembre de 2010, se informó de nuevos avances.
La siguiente reunión tuvo lugar el 6 de diciembre de 2010, y otra más el 14 de junio de 2011. Se programó una nueva reunión para el 1 de diciembre de 2011 pero no se celebró en Israel hasta el 26 de enero de 2012. Se informó de algunos avances en una reunión celebrada el 12 de junio de 2012. La Comisión de Trabajo se reunió el 29 de enero de 2013, pero no se informó de ningún avance concreto. Se celebró otra reunión el 5 de junio de 2013, pero no se informó de ningún avance. Se celebró otra reunión el 11 de febrero de 2014 en Jerusalén, y la siguiente reunión estaba prevista para junio de 2014. Sin embargo, la reunión prevista de la comisión no se celebró, probablemente debido a las tensiones en torno al proceso de paz. El 18 de enero de 2017 se celebró una nueva reunión en Jerusalén y otra reunión tuvo lugar en el Vaticano el 13 de junio de 2017. Las negociaciones no habían concluido a fecha de 14 de junio de 2019.